# Jewel of the Seas (schip, 2004)
De Jewel of the Seas is een cruiseschip van Royal Caribbean International.
De Jewel of the Seas behoort tot de Radiance of the Seas en is een evenbeeld van de schepen Radiance, Brilliance en Serenade of the Seas. Het schip is 293 meter lang en 32 meter breed. Het kan 2.501 passagiers en 859 bemanningsleden vervoeren. De maximumsnelheid van het schip is 25 knopen (ongeveer 46 km/u).

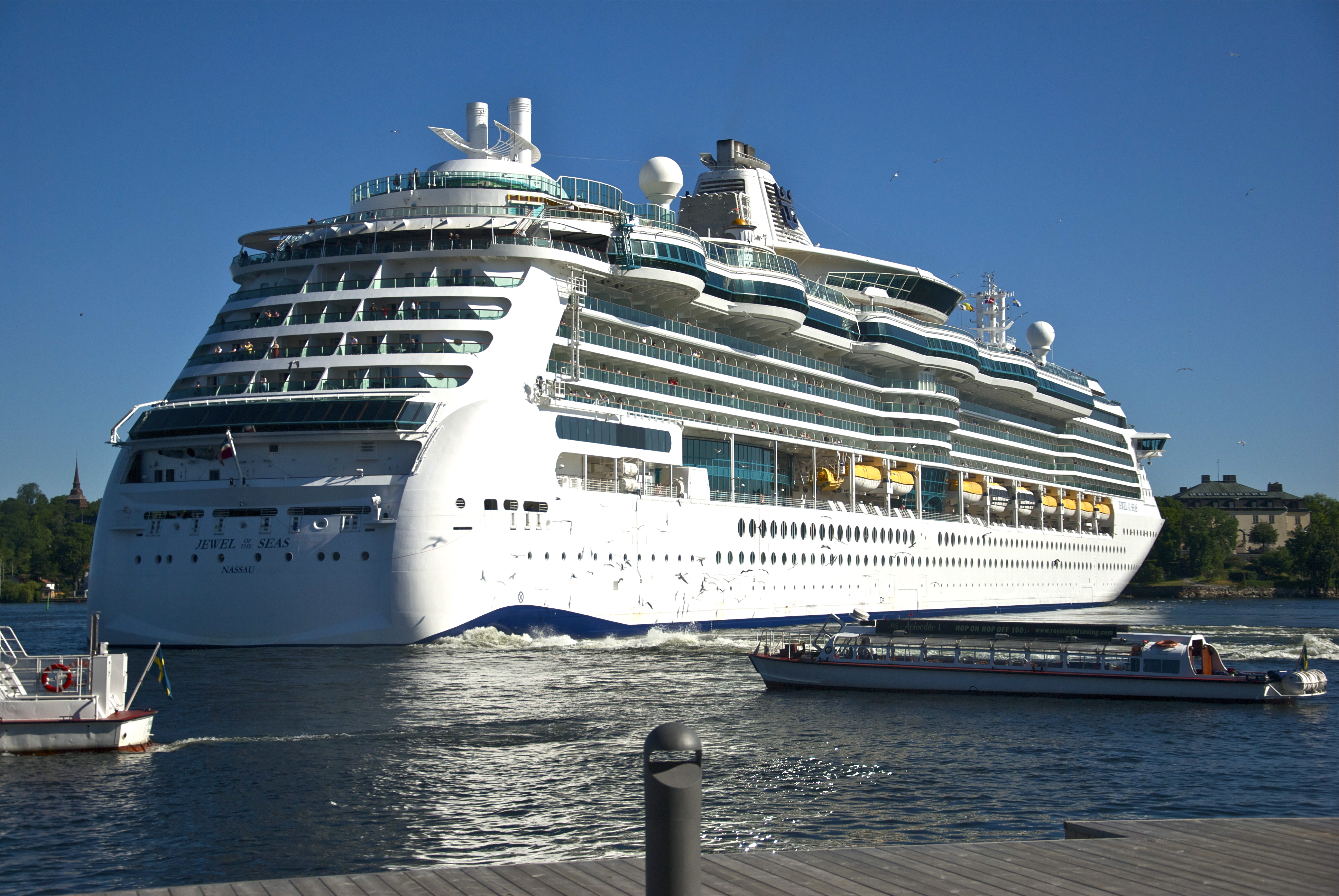
Achterkant van de Jewel of the Seas